# Les Fausses Perles
Les Fausses Perles (Paste) est une nouvelle d'Henry James, parue en décembre 1899 dans le Frank Leslie’s Popular Monthly, et reprise l’année suivante dans le recueil The Soft Side chez Methuen, New York et Macmillan, Londres.
Hommage à Guy de Maupassant, Les Fausses Perles est une variation par inversion de la nouvelle La Parure de l’auteur français. 

## Résumé
Après la mort de leur tante, une ancienne comédienne, Charlotte Prime et son cousin Arthur, le beau-fils de la morte, font la découverte d’une collier de perles parmi les objets personnels de la disparue.  Charlotte trouve le bijou tout à fait ravissant, mais Arthur apparaît troublé qu’un homme autre que son père ait pu offrir à sa belle-mère pareille extravagance, et les deux jeunes gens conviennent qu’il ne peut s’agir là que de fausses perles.  Et puisqu'Arthur ne sait que faire de ce colifichet, Charlotte conserve le bijou.
Peu après, avant de se rendre à une soirée mondaine, Mrs Guy, une amie de Charlotte, lui demande si elle n’aurait pas une parure pour égayer sa toilette.  Charlotte lui propose le collier de fausses perles qui produit une telle sensation pendant la soirée que la jeune fille décide de le rendre à son cousin.  Arthur accepte à contrecœur de le reprendre, tout en jurant que les perles ne peuvent être que fausses.
Un mois plus tard, Mrs Guy porte à nouveau le collier. Elle l’a acheté dans la boutique de Bond Street où Arthur l’a vendu à fort prix, car les perles, bien entendu, étaient authentiques.

## Traductions françaises
- Les Fausses Perles, traduit par Jean Pavans, dans Nouvelles complètes, tome IV, Paris, Éditions de la Différence, 2009
- Les Fausses Perles, traduit par Marie-Rita Micalet, dans Nouvelles complètes, tome IV, Paris, Gallimard, coll. « Bibliothèque de la Pléiade », 2011

## Sources
- Tales of Henry James: The Texts of the Tales, the Author on His Craft, Criticism sous la direction de Christof Wegelin et Henry Wonham (New York: W.W. Norton & Company, 2003)  (ISBN 0-393-97710-2)
- The Tales of Henry James par Edward Wagenknecht (New York: Frederick Ungar Publishing Co., 1984)  (ISBN 0-8044-2957-X)